# 帶紋擬鱗鮋
帶紋擬鱗鲉（学名：Paracentropogon zonatus）为輻鰭魚綱鮋形目鮋亞目真裸皮鲉科的其中一種，為熱帶海水魚，分布於中西太平洋菲律賓海域，棲息深度10-40公尺，體長可達5.2公分，棲息在岩石底質底層水域，生活習性不明。